# Гуцал, Фёдор Павлович
Фёдор Павлович Гуцал (1931, Тернопольская область — 31 января 2012) — генеральный директор Первомайского ПО «Химпром», лауреат Государственной премии СССР (1986).
Родился в 1931 году на территории современной Тернопольской области.
В первой половине 1960-х годов начальник штаба по организации пуска цехов электрохим завода № 97 «Химпрома» (Усолье). В 1966—1972 годах — директор завода № 97 «Химпрома» (Усолье). В этот период освоено производство метилцеллюлозы и каустической соды методом ртутного электролиза, а также производство наирита. Также запущен выпуск товаров народного потребления.
Затем до 15 декабря 1997 года генеральный директор Первомайского ПО «Химпром».
Государственная премия СССР (1986, в составе коллектива) — за разработку и промышленное внедрение новой замкнутой ресурсообразующей системы производственного водоснабжения и переработки отходов Первомайского промышленного узла.
Почётный гражданин города Первомайский (25 августа 2001).
Умер 31 января 2001 года.